# ケイ皮酸
ケイ皮酸（ケイひさん、桂皮酸、cinnamic acid）とは、示性式C6H5CH=CHCOOH で表される、芳香族不飽和カルボン酸に分類される有機化合物である。IUPAC系統名は 3-フェニル-プロパ-2-エン酸 (3-phenyl-prop-2-enoic acid)。分子量は 148.16、CAS登録番号は [621-82-9]。β-フェニルアクリル酸とも表される。植物界に広く存在する。
シス-トランス異性体の双方をケイ皮酸と呼ぶことも多いが、狭義には E体のみをケイ皮酸と呼び、Z体はアロケイ皮酸と呼ばれる。アロケイ皮酸は不安定で容易に E体へと異性化する。
シンナムアルデヒドの酸化によって作ることができるが、工業的にはベンズアルデヒドと無水酢酸に酢酸カリウムを作用させるパーキン反応によって作られる。ケイ皮酸はフェニルプロパノイドの一種であり、天然に存在するケイ皮酸は、フェニルアラニンがフェニルアラニンアンモニアリアーゼによる脱アミノ化を受けることで生成する。

## 主なケイ皮酸誘導体
ケイ皮酸のエステルのいくつかに、芳香を持つものが知られる。

### ケイ皮酸メチル（英語版）
（ケイひさんメチル、methyl cinnamate）は分子式 C10H10O2、融点 36 ℃、沸点 261.9 ℃ の低融点の結晶である。いわゆるマツタケ臭、バルサム臭を持ち、香料、食品添加物などに利用される。水には溶けず、エタノールに溶ける。マツタケ、バジル、イチゴなどに含まれる。

### ケイ皮酸エチル（英語版）
（ケイひさんエチル、ethyl cinnamate）は分子式 C11H12O2、融点 6–10 ℃、沸点 271 ℃ の液体である。いわゆるシナモン臭といわれる果実臭、バルサム臭を持ち、香料、食品添加物などに利用される。水には溶けず、エタノールに溶ける。

### ケイ皮酸n-ブチル
（ケイひさんのるまるブチル、n-butyl cinnamate）は分子式 C13H16O2、沸点 145 ℃/13 mmHg の液体であり、純粋なものはエーテル臭がする。水には溶けず、エタノールに溶ける。

### 無水ケイ皮酸
（むすいケイひさん、cinnamic anhydride）は分子式 C18H14O3、融点 136 ℃ の結晶である。水には溶けず、エタノールに僅かに溶ける。ベンゼンなどに熱時溶解する。

### 3,4-ジヒドロキシケイ皮酸

コーヒー酸

（さんよんジヒドロキシケイひさん、(E)-3,4-dihydroxycinnamic acid）は分子式 C9H8O4、分子量は 180.16。コーヒー酸あるいはカフェ酸 (caffeic acid) という慣用名がある。キナ酸と 3,4-ジヒドロキシケイ皮酸とのエステルはクロロゲン酸と呼ばれる。3,4-ジヒドロキシケイ皮酸もクロロゲン酸も植物の成長制御に関与する物質である。その他、エステルとして植物界に広く分布し、その一部はタンニンとして知られる。生合成的にはケイ皮酸の酸化により生じる。